# 平原駅

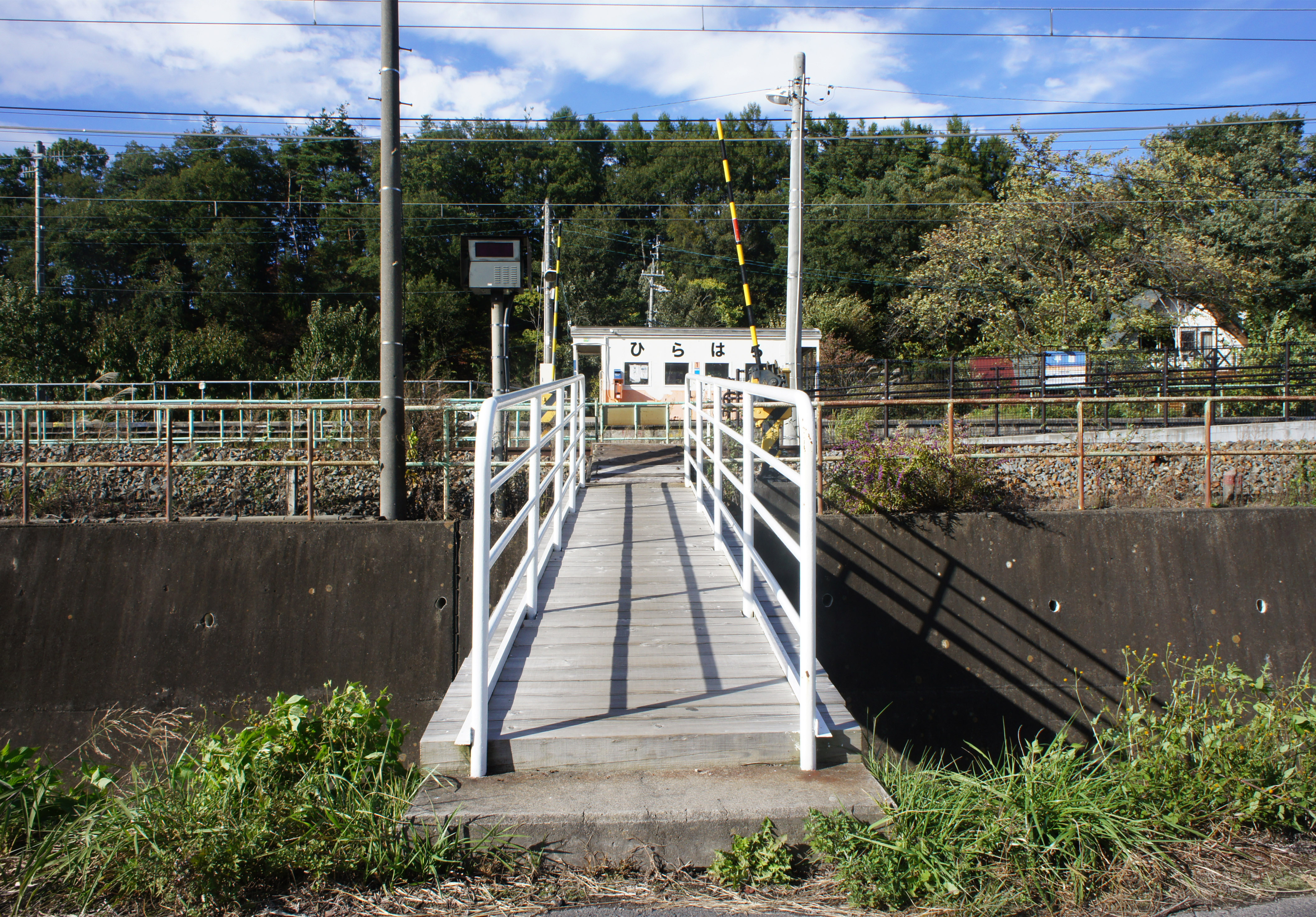
南側（2021年10月）

平原駅（ひらはらえき）は、長野県小諸市大字平原にあるしなの鉄道しなの鉄道線の駅である。

## 歴史
- 1921年（大正10年）10月10日：鉄道省信越本線の平原信号所として新設[1][2]。
- 1952年（昭和27年）1月10日：平原駅に昇格[1][3]。
- 1984年（昭和59年）3月21日：荷物扱い廃止[2]、無人駅化[1][4]。
- 1987年（昭和62年）4月1日：国鉄分割民営化に伴い、東日本旅客鉄道（JR東日本）の駅となる[2]。
- 1997年（平成9年）10月1日：北陸新幹線開業に伴い、しなの鉄道に移管[2]。
- 2026年（令和8年）春季：交通系ICカード「Suica」利用サービス開始（予定）[5]。

## 駅構造
単式ホーム2面2線を有する地上駅。国鉄時代の1984年から現在まで無人駅である。下り線反対側には保守用上下連絡線が設けられている。
国鉄末期に駅舎を解体し、貨車（緩急車）改造の待合室を設置した。貨車改造の駅舎や待合室が設置されている駅は北海道では良く見掛けるが、本州以南では当駅を含め少数である。外にはかつて駅舎に掲げられていた駅名看板が鳥居状に設置されている。
ホームには乗車駅証明書発行機が設置されている。

### のりば
| 番線 | 路線          | 方向 | 行先       |
| ---- | ------------- | ---- | ---------- |
| 1    | ■しなの鉄道線 | 上り | 軽井沢方面 |
| 2    | ■しなの鉄道線 | 下り | 長野方面   |

（出典：しなの鉄道:駅構内マップ）

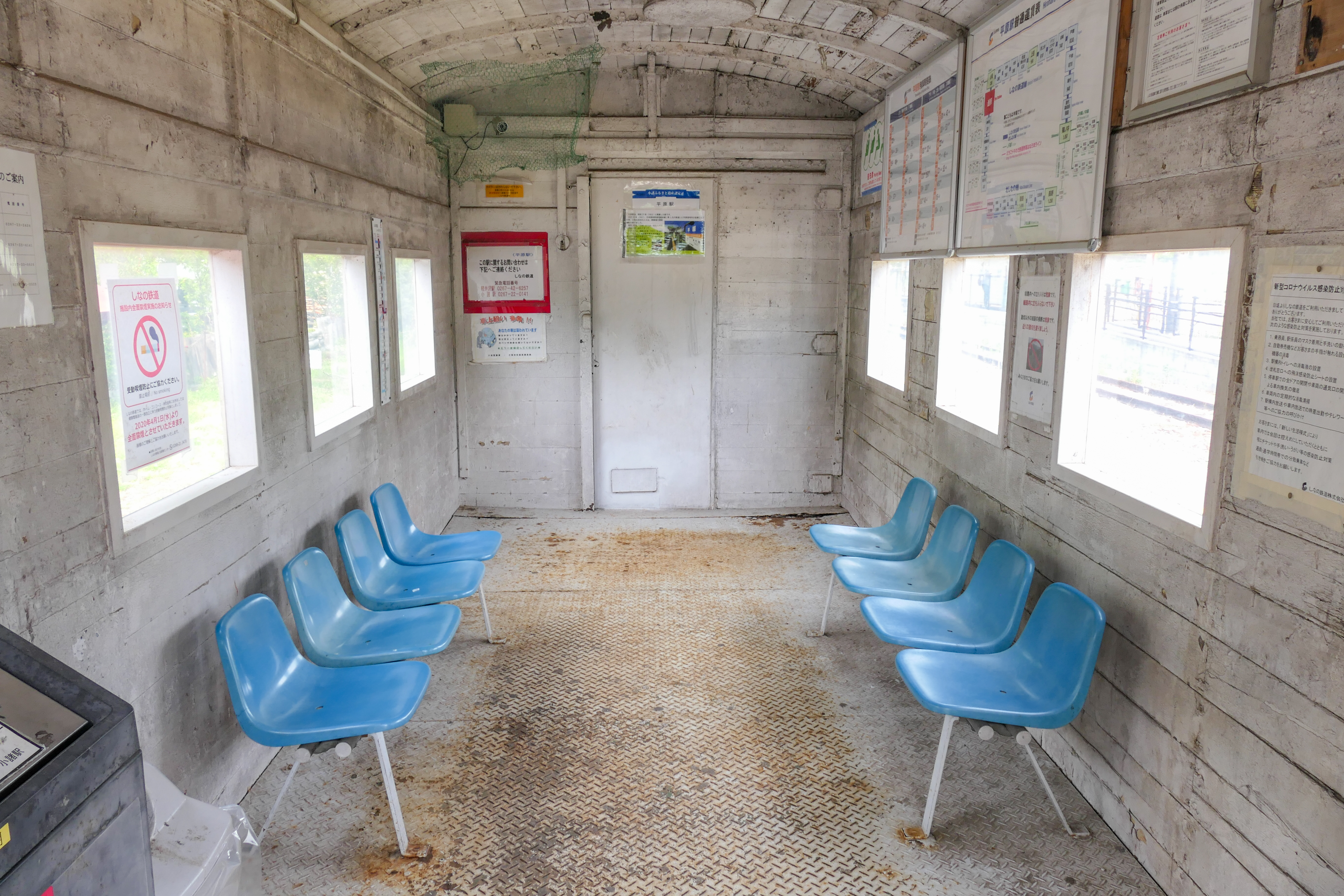
待合室（2022年5月）
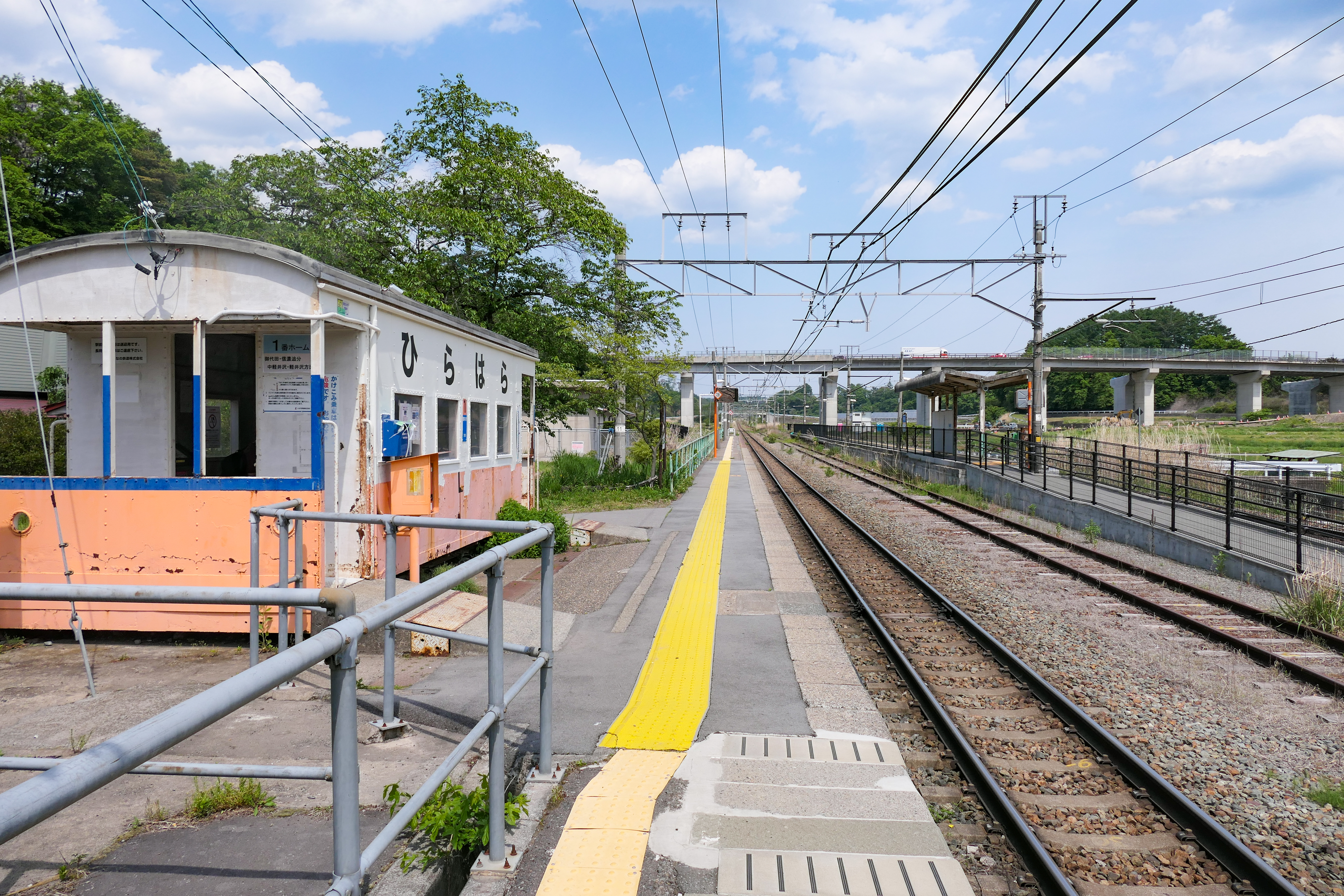
1番線ホーム（2022年5月）
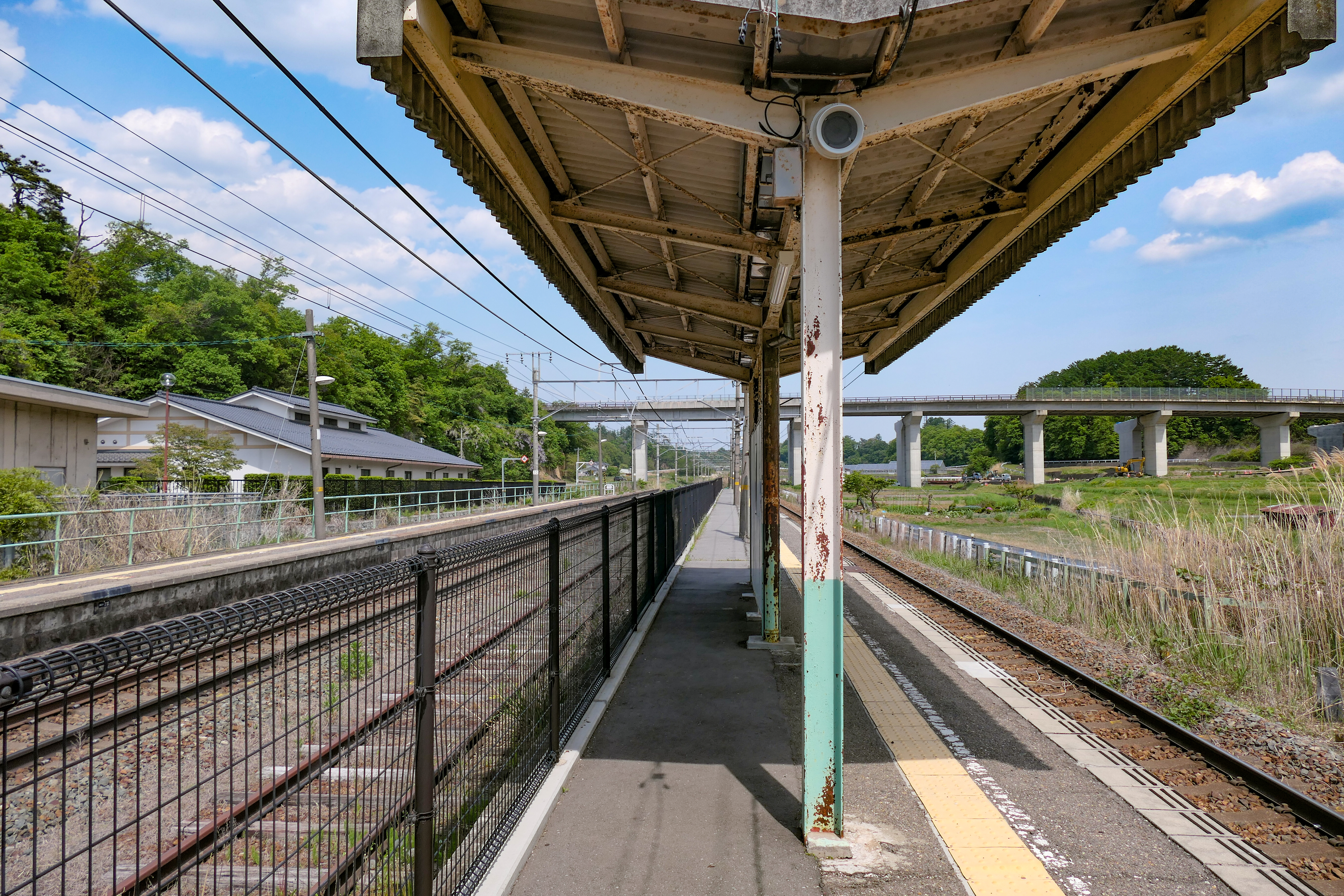
2番線ホーム（2022年5月）
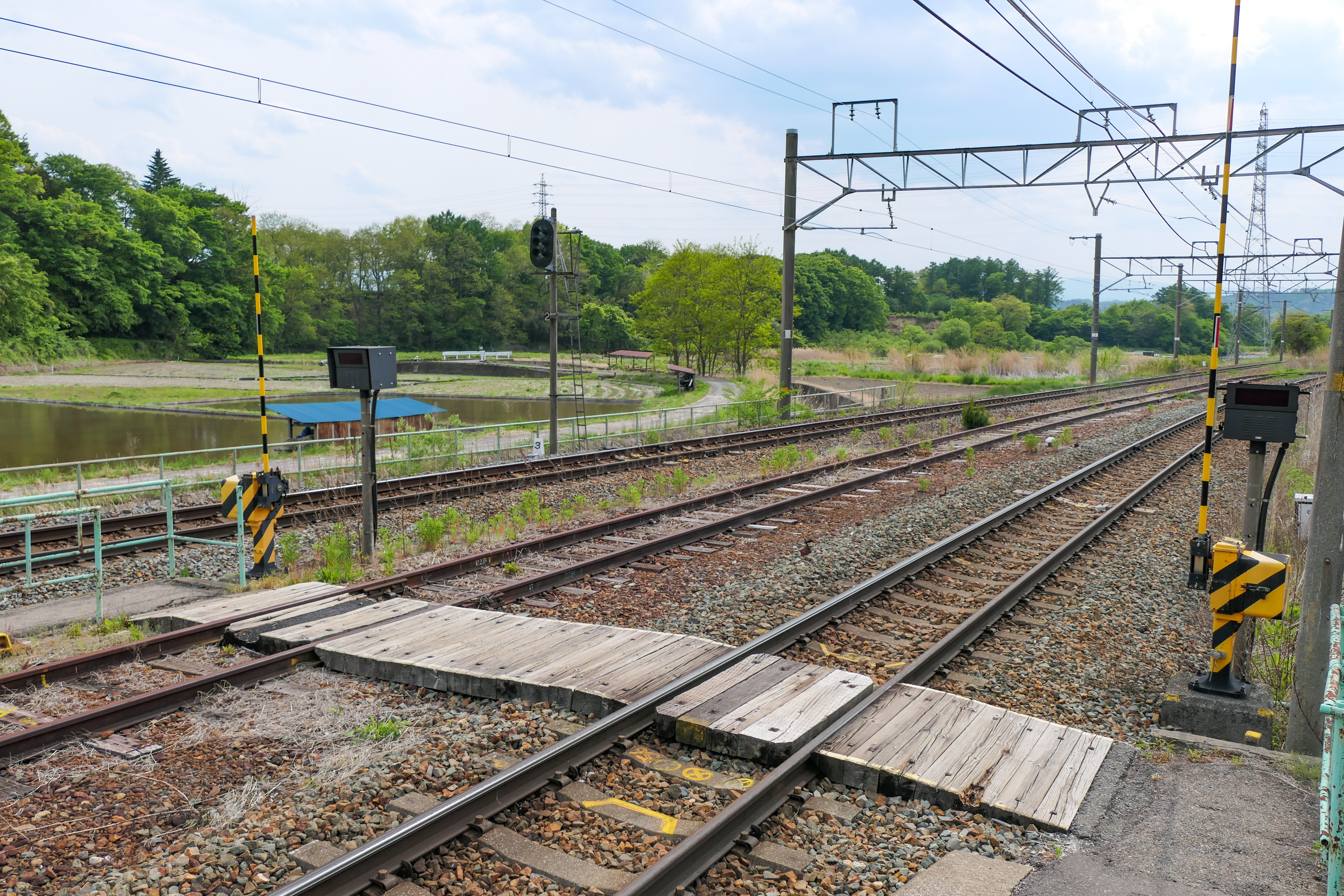
構内踏切（2022年5月）

## 利用状況
「移動等円滑化取組報告書」によると、2020年度の1日平均乗降人員は135人である。
| 年度               | 1日平均 乗車人員 | 1日平均 乗降人員 |
| ------------------ | ---------------- | ---------------- |
| 2007年（平成19年） |                  | 150              |
| 2008年（平成20年） |                  |                  |
| 2009年（平成21年） |                  | 130              |
| 2010年（平成22年） |                  |                  |
| 2011年（平成23年） |                  | 100              |
| 2012年（平成24年） |                  | 154              |
| 2013年（平成25年） |                  | 168              |
| 2014年（平成26年） |                  | 171              |
| 2015年（平成27年） |                  | 157              |
| 2016年（平成28年） |                  | 181              |
| 2017年（平成29年） |                  | 185              |
| 2018年（平成30年） | 83               | 194              |
| 2019年（令和元年） |                  | 178              |
| 2020年（令和02年） |                  | 135              |

## 駅周辺
- お食事処やまへい
- 業務スーパー ユー・パレット小諸店[9]
- 小海線三岡駅[1]（徒歩約15分）

## 隣の駅
しなの鉄道
■しなの鉄道線
□快速
通過
■普通
御代田駅 - 平原駅 - 小諸駅